# كنيسة سان فرانثيسكو (بوبايان)
الكنيسة سيدة النعمة من رهبانية الفرنسيسكان في بوبايان، المعروفة أكثر باسم المزار أو كنيسة سان فرانسيسكو, هي واحدة من أهم المعابد الكاثوليكية في كولومبيا بفضل أسلوبها الباروك المتأخر النوجراناديني. في برج جرسها تحتوي على واحدة من أكبر الأجراس في أمريكا المعروفة بجرس سان أنطونيو، المصنوعة من الذهب والبرونز. تحتوي الكنيسة على عشرة مذابح جانبية مع منافذ تحتوي على تماثيل، ومن بين هذه التماثيل تبرز تماثيل سان بيدرو الكانتارا، وسيدنا يسوع المسيح المُتوّج، والمسيح من الصليب، وسيدنا يسوع المسيح الجالس، وسان فرانسيسكو الأسيزي، وسان أنطونيو من بادوا، والمسيح المعروف بـ "الكاخورو". تحتوي الكنيسة على منبر بأسلوب بلاتيرسكو، الذي يُعتبر أفضل منبر في كولومبيا.
أٌعلن المعبد معلمًا وطنيًا في كولومبيا بموجب المرسوم 2248 بتاريخ 11 ديسمبر 1996.
رٌفع المعبد إلى فئة مزار بعد أن أٌعلن المذبح الرئيسي له كـ مذبح مميز لاحتوائه على ريلكيا من الدرجة الأولى للقديس ماجنو من أناغني التي جٌلبت من روما. مٌنح هذا الامتياز من قبل البابا فرانسيس في مراسم ترأسها أرشيبالد بوبايان في 22 يناير 2017.

## التاريخ
بٌنيت أول كنيسة سان فرانثيسكو في القرن السادس عشر، والتي دُمرت جراء الزلزال الذي وقع في عام 1736.
بدأ بناء الكنيسة الثانية في عام 1765، رغم أن المؤرخين في النصف الأول من القرن العشرين يذكرون أن البناء بدأ في عام 1775.
تقول وثيقة أخرى تعود لعام 1771، إنه في هذا العام بٌدء في بناء الكنيسة، ولكن بسبب نقص الموارد كان من الضروري طلب صدقة من دار السك للعمل على البناء. وقد منح المفوض العام لبيرو، في رسالة مؤرخة في 15 يونيو 1764، الراهب رامون دي سيكويرا و مينديبورو، إذنًا "لبناء الكنيسة في الموقع المقترح مع التوسيع المناسب حسب أهمية المدينة النبيلة". بٌنيت الكنيسة والدير في نفس الموقع الحالي، لكن أٌضيفت قطعتين من الأرض المجاورة لتوسيع المساحة. وقد تٌبرع بهذه القطع من الأرض بواسطة بيدرو أوغوستين دي فالنسيا الذي اشترى الأرض من سيباستيان لانشا دي استرادا لهذا الغرض.
في عام 1764، منح نائب الملك ميسيا دي لا سيردا الفرنسيسكان الشارع الواقع بين الدير والمنزل الذي تبرع به دون بيدرو فالنسيا للمدرسة لبناء الكنيسة. وفي عام 1776، ظهرت رسالة شكر إلى دون فرانسيسكو أنطونيو دي أربوليدا على الكلس الذي تبرع به لبناء الكنيسة. وهناك وثيقة أخرى من عام 1777 يلتزم فيها عمال المناجم من تشوكو وبوبايان وبارباكواس، الذين كانوا يملكون فرقًا من العبيد، بتسليم (حسب ما يقرره الملك) الحقوق التي كانت تُطلب منهم من الذهب الذي كانوا يستخرجونه لبناء الكنيسة والمدرسة الفرنسيسكانية. كما تم الإشارة سابقًا، بدأ بناء الكنيسة من جديد في عام 1765، ولكن للأسف، بحلول عام 1771، كانت الموارد قد نفدت. وفي عام 1778، وفقًا للحسابات التي أعدها البناؤون، تم إنفاق 80,000 بيزو، ومع ذلك كانت معظم الأعمال غير مكتملة، مما أثار جدلاً كبيرًا حول ما إذا كان يجب استكمال البناء أم لا.
تمت بركة الكنيسة في 12 يوليو 1787، رغم أنها لم تكن قد اكتملت بعد أن صٌممت الكنيسة من قبل المعماري الإسباني أنطونيو غارسيا، الذي قاد أيضًا في كالي بناء الكنيسة الرئيسية في سان بيدرو. استغرق بناء كنيسة سان فرانسيسكو عشرين عامًا. كانت الكنيسة الأجمل والأكثر قدرة في المدينة. واحدة من أجمل الأجزاء هي الأبراج، وهي عمل معماري للراهب الإسباني فرنسيسكو أنطونيو دي سان بيدرو. زٌينت بثلاثة مساحات مقدسة وانتٌهي من واجهتها، وهي الأروع من نوعها التي تركتها العمارة في نيو غرانداد خلال القرن الثامن عشر، في عام 1788 على يد روكي نافاريتي، الذي أكمل الهياكل الحجرية في سان فرانسيسكو دي أسيس وسانتو دومينغو. استغرق هذا العمل عشرين عامًا، حتى تم تكريس الكنيسة في 18 نوفمبر 1818 لسان فرانسيسكو دي أسيس.
بعد الزلزال الذي وقع في عام 1983 والذي أثر بشكل كبير على الكنيسة، بدأت عمليات إعادة البناء بمساعدة من حكومة إسبانيا. زارها الأمير فيليب، أمير أستورياس، في 8 أغسطس 1998 بعد ترميمها، أثناء زيارته إلى بوبايان.

## الجمعيات الدينية
هي تقليد جلب من الإمبراطورية الإسبانية، حيث ظهرت الجمعيات الدينية الاستعمارية نتيجة حاجة المؤمنين للاتحاد في منظمات مكرسة لعبادة صورة دينية معينة، بهدف تعزيز تقديسها، وحفظ صورتها، وتنظيم الاحتفالات الدينية الخاصة بها.
في كنيسة الرهبان الفرنسيسكان، ومنذ مراحلها الأولى، تأسست جمعيات كانت هذه الكنيسة مقراً لها، بينما كانت تتوافد إلى المكان عبادات جديدة.
هناك سجل للجمعيات التالية:
جمعية الإسبان لرب المعجزات في فيراكروز. (يبدو أن المسيح كان ينتمي أولاً إلى كنيسة التجسد، ثم نقل إلى هذه الكنيسة)
جمعية القديس أنطونيو بادوا. (تأسست في عام 1772 بموجب مرسوم بابوي من البابا كليمنت الرابع عشر، مع مقر دائم في هذه الكنيسة)
جمعية القديس فرنسيس. (القديس والعبادة الرئيسية للكنيسة)
جمعية القربان المقدس. (عيد القربان المقدس)
جمعية السيدة العذراء من الثلوج.
للأسف، فإن معظم الجمعيات التي كانت ذات يوم لها مقرات في الكنيسة لم تعد موجودة اليوم، وذلك بسبب عوامل متعددة مثل الاستقلال، وطرد الرهبان الفرنسيسكان من كولومبيا، أو الحروب الأهلية التي أدت إلى هجرة العائلات الأرستقراطية.
على الرغم من ذلك، ما زالت هناك بعض الجمعيات الحالية (التي تعد خلفًا للجمعيات القديمة) والتي لا تزال مقراتها في هذه الكنيسة، مثل:
جمعية الحبل بلا دنس (التي تقام احتفالاتها في 7 ديسمبر).
الجمعية الدائمة لسيدة بيلين في بوبايان (التي تقام احتفالاتها في الأحدين الثاني والثالث من ديسمبر).
جمعية تكريم سيدة إكسي هو مو من بوبايان (التي تقام احتفالاتها في 1 مايو).

## الألواح والكنائس

### المذبح الرئيسي

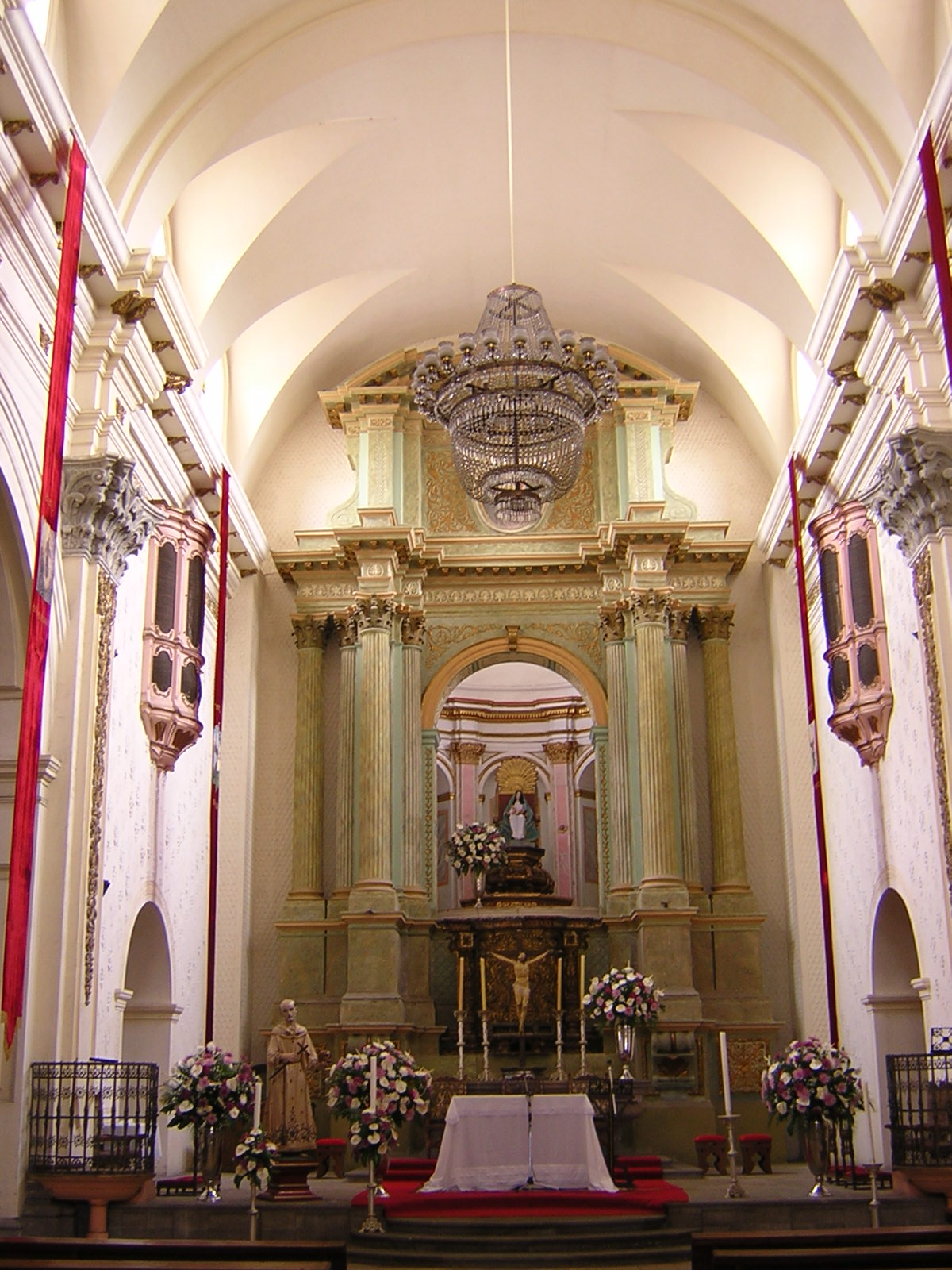
المذبح الرئيسي للكنيسة

يقع في نهاية المكان المخصص للكاهن، وهو عمل ضخم يتميز ببنائه وفقًا للخطوط المعمارية الكلاسيكية الجديدة مع بعض المؤثرات الباروكية المتأخرة. بنيت هيكليته على أسس صلبة حيث يظهر في الوسط قاعدة بارزة كانت تستخدم في الطقوس القديمة كمذبح، فوق هذه المساحة يوجد خزانة التقديس التي تبرع بها بيير أغوستين دي فالنسيا، وهي مغطاة بالكامل بالذهب وعمل باروكي رائع. هذه الخزانة تدعم أيضًا الحنية المركزية التي على شكل قوس نصف دائري والذي يطل على الحجرة المقدسة.
يتكئ كامل الهيكل على أعمدة من الطراز الكورنثي ذات جذوع مخددة التي تدعم الحزام المعماري والعارضة المزخرفة بدقة بالنقوش النباتية. وتكتمل الزخرفة في الأعلى بواسطة علبة مزينة بعقد نصف دائري تحتوي على لوحة تصور قلب يسوع المقدس.
في هذا التكوين يوجد العديد من الأعمال الفنية الدينية مثل: صورة المسيح المقدس من فويراكروز (بوبايان) على المذبح، وهي من أعمال خوان مارتيينيز مونتانيس من القرن السابع عشر (تقريبًا من عام 1600)، أو عادة ما تكون صورة الحبل بلا دنس أو سيدة النعم لبوبايان أو القديس فرانسيسكو هي التي تزين الحنية المركزية.

### مذابح رواق الرسالة

#### كنيسة الجلجثة
```

```

تقع في نهاية رواق الرسالة، وهي تتكون من هيكل مذبح باروكي مزخرف مدمج في الجدار. يحتوي المذبح على قاعدة بارزة كانت تُستخدم كمذبح، وأمامه يوجد خزانة التقديس التي يتم استخدامها حاليًا أثناء الاحتفالات الدينية والطقوس. هذه الخزانة يحيط بها تمثال مارثا من بيت عنيا على اليمين.
الحنية الرئيسية الكبيرة على شكل قوس مستدير محاطة بعمودين من الفتحة الناعمة ولونهما عاجي مع تيجان من الطراز الكورنثي التي تدعم العارضة والفرقة التي يخرج منها اللمسة الجمالية المدهشة بالألوان الزاهية. في وسط هذه الزخرفة يوجد الرمز IHS بأحرف ذهبية.
في هذا المذبح يتم تبجيل المجموعة النحتية المعروفة باسم الجلجثة، التي تضم تمثال المسيح المصلوب الذي يُحتمل أن أصله إسباني من القرن الثامن عشر (وكان سابقًا يُعرف بالمسيح المقدس من فويراكروز، لكنه الآن في المذبح الرئيسي)، إلى جانب تمثال للحواء المتألمة وسانت يوحنا، وهما من أعمال شبه مماثلة أنجزت في شبه الجزيرة الأيبيرية.

#### الحنية الخاصة بالحبل بلا دنس
أول مساحة للعبادة الجانبية في رواق الرسالة تميزت عن باقي الأماكن بعدم وجود مذبح أو هيكل مزخرف، بل هي مجرد حنية بسيطة ومتواضعة على شكل قوس نصف دائري مدمج في الجدار، ما يجعلها تبرز في هذا المكان نظرًا لأنها تقع في الكنيسة الأكثر غنى وزخرفة في كل المركز التاريخي.
الصورة التي تحرص هذه الحنية على حفظها هي صورة الحبل بلا دنس، وهي منحوتة إكوادورية من القرن العشرين، وهي نسخة بحجم طبيعي قام بإعدادها ألفيديس مونتيسديوكا عن العمل الأصلي الذي أبدعه الفنان بيرناردو دي ليغاردا في القرن الثامن عشر لمدينة بوبايان (وقد أخذت كموديل من القديسة العذراء في كيتو)، وهذه النسخة الأصلية محفوظة اليوم في متحف الأبرشية للفن الديني في بوبايان. تُكرَّم نسخ لهذه الصورة أيضًا في كاتدرائية بوبايان وكنيسة يسوع الناصري (بوبايان)، واحدة بالحجم الكامل والأخرى بحجم مصغر.
تُحتفل بذكرى هذه الدعوة بتكريم عيد الحبل بلا دنس في بوبايان في كل عام في ليلة السابع من ديسمبر، وهو اليوم الذي تحتفل فيه كولومبيا بعيد يوم الشموع. خلال هذه المناسبة، يُقام قداس وصلاة تمر عبر المركز التاريخي الذي يُزين بالشموع والفوانيس تكريمًا لسيدة مريم العذراء.

#### مذبح سيد العذاب
```

```

المذبح الثاني الموجود في الجدار الجانبي الشمالي لرواق الرسالة، هو عمل باروكي مميز من بويان، يتكون من مذبح في الجزء السفلي مكون من قاعدة مقسمة إلى ثلاث أجزاء، الجزء الأوسط منها هو الأكثر بروزًا، مزخرف بزخارف نباتية وزهور مذهبة على خلفية حمراء مع إطارات زرقاء.
يُشكل المذبح ثلاثي الأجزاء على شكل شاشة شاشة مزدوجة، حيث يحيط بالحنية المركزية قسمان من الألواح الخشبية التي تحتوي على ثلاثة صفوف من الأقواس المزدوجة المخصصة لحفظ صور أصغر حجمًا، ويحتوي المذبح على 12 حنية صغيرة. يعلو هذا العمل كله لوحة تصويرية لآلام المسيح مؤطرة بإطارات ذهبية رقيقة، حيث يظهر في المشهد يسوع حاملًا الصليب مع سيمون القيريني خلفه، بينما أمامه تقف أمه مريم المتألمة.
الصورة المركزية لهذا المذبح هي صورة سيد العذاب، تمثال إيطالي، وبالتحديد من مدينة بيزا، تم صنعه في القرن الثامن عشر، وهو جزء من موكب العذابات الذي يسير خلال مسيرة المسيح المقدس من الصليب في الخميس المقدس ومقره في هذه الكنيسة.

#### مذبح سان بيدرو دي ألكانتارا
المذبح الثالث وقبل الأخير الموجود في الجدار الجانبي لرواق الرسالة، يتكون من عمل يتبع أسلوب الانتقال بين الباروك المتأخر والكلاسيكية الجديدة، ويحتوي على عناصر مميزة من كلا الحركتين المعماريتين.
يحتوي المذبح في الجزء السفلي على قاعدة مزخرفة بشكل رائع بتفاصيل من النباتات والزهور الذهبية، وفوقها يوجد تابوت صغير محاط من الجانبين بقاعدة أعمدة، حيث أن الأعمدة مصنوعة من جذع أملس مزخرف بزخارف باروكية تصل إلى رأس العمود من الطراز الكورنثي، ويعتمد الختام على العتب، وهو بارد، مع كورنيش من النوع المتدرج، حيث يوجد في الأعلى حنية صغيرة لا تحتوي حاليًا على أي صورة.
الصورة التي يتم تكريمها اليوم في الحنية الرئيسية هي صورة سان بيدرو ألكانتارا، وهي عمل إسباني من إعداد المعلم بيدرو دي مينا ومدرانو تم صنعه في القرن السابع عشر. تجسد هذه الصورة القديس المذكور.
يُحتفل بعيد هذا القديس كل عام في 19 أكتوبر، وهو من بين القديسين الأكثر حباً وتقديراً من قبل مجتمع الآباء الفرنسيسكان وكذلك من قبل الرعية بشكل عام، حيث انتقلت هذه Devoción من إسبانيا، حيث تم تكريس العديد من المدن والبلدات على شرف هذا الراهب.

#### مذبح سان فرانسيسكو دي أسيز
```

```

المذبح الرابع والأخير الموجود في الجدار الجانبي لرواق الرسالة هو عمل منحوته بشكل رائع، مع أعمال ذات جودة ممتازة، ومع ذلك، ما يجعله يبرز بين الآخرين هو أنه لا يحتوي على طلاء ملون أو أي تطبيق للذهب الورقي، بالرغم من كونه غنيًا بالتفاصيل إلا أنه قليل الزخرفة، وهذا لا ينطبق على مذبحه التوأم المخصص لِسيد التتويج في رواق الإنجيل.
يشكل المذبح، في الجزء السفلي منه، مذبحًا وثلاث أعمدة سلمونية على كل جانب من الجناح المركزي، هذه الأعمدة تدعم بدورها سقفًا جميلًا على شكل ثلاث أقواس متعددة الفصوص، ويُختتم بالنسر ذو الرأسين المُتوَّج، وهو رمز من أسرة بيت النمسا.
يحتفظ هذا المكان بشفيع الكنيسة والقديس الرئيسي الذي تُكرس له، سان فرانسيسكو دي أسيز، وهو تمثال من كيتو يعود إلى القرن الثامن عشر، ويُعتقد أنه من أعمال دائرة المعلم مانويل تشيلي كاسبيكارا.
يتم الاحتفال بعيد شفيع الكنيسة كل عام في 3 أكتوبر، حيث تُزين الكنيسة بالكامل للاحتفالات التي تقام تكريماً للقديس المؤسس لجماعة الآباء الفرنسيسكان، من خلال القداسات، المسيرات، والتضرعات.

### مذابح رواق الإنجيل

#### كنيسة سان أنطونيو دي بادوا
تقع هذه الكنيسة في نهاية رواق الإنجيل، وهي تحتوي على مذبح رائع مشابه للمذبح في كنيسة الجلجثة. تم بناء هذا المكان بمبادرة وتمويل من المواطن بيدرو أوغوستين دي فالنسيا، الذي كان من أتباع القديس البرتغالي الذي يُكرم هنا. كان هذا المكان مهمًا جدًا له لدرجة أنه تم دفنه هنا وفقًا لوصيته الأخيرة، حيث كانت هذه هي المقبرة النهائية لبقاياه وبقايا العديد من أفراد أسرته.
تمثال سان أنطونيو دي بادوا الذي يُكرم في المذبح داخل هذه الكنيسة هو تمثال من المدرسة الإسبانية للنحت، يعود إلى القرن الثامن عشر. عادة ما يتم وضع تمثال سان روك إلى يمينه، وتمثال سان مارتن دي بوريس إلى يساره.
على الجدار الجانبي للكنيسة توجد تماثيل لسيدة الكرمل وسيد النفخة، وهي عمل من الفنان خوسيه أسينسيو لامييل من القرن العشرين، وهي نسخة من الأصل الموجود في إشبيلية، تم صنعها بناءً على طلب الرئيس الأسبق غيليرمو ليون فالنسيا.
في عام 1772، بمرسوم بابوي من البابا كلمنت الرابع عشر، تم تأسيس رابطة سان أنطونيو دي بادوا ذات المقر الدائم في هذه الكنيسة، وهي تقليد استمر من خلال الإرادة الكنسية مرورًا بالظروف المختلفة لعائلة مؤسستها جوانا ديل كامبو ولاراهوندو، حتى وصل في القرن التاسع عشر إلى ماغاريتا دييز-كولونجيه دي أروايو، ثم إلى ابنتها بياتريس أروايو دييز، ومن ثم إلى ابنة شقيقتها صوفيا دولوريس أروايو دي أربوييدا في النصف الأول من القرن العشرين.

#### مذبح سان خوسيه
المذبح الأول الجانبي في رواق الإنجيل هو عمل باروكي رائع من بوبايان، يشبه في هيكله ذلك المخصص لسان بيدرو دي ألكانتارا. يتكون من مذبح يتوسطه حجر يضم صليبًا منحوتًا، تحت هذا الحجر كانت توضع الذخائر لإتمام القداس المقدس في طقوس الليتورجيا التريديتينية التي كانت تُستخدم خلال الفترة الاستعمارية.
الأعمدة المزدوجة التي تحيط بالمذبح المركزي هي أعمدة لينة مزخرفة بالأزرق، مع تيجان كورنثية، وكل ذلك يدعم العتبة، والزخرفة، والقوس الذي يعلوه، والذي يتم تتويجه بنهاية تحتوي على تجويف صغير في الوسط لا يحتوي حاليًا على تمثال.
تُكرم الصورة الموجودة في المذبح الرئيسي لـسان خوسيه الناصري، وهو تمثال من مدرسة كيتو، تحديدًا من المدرسة الكيتوائية، وتم نحته في القرن الثامن عشر. وعند وصوله إلى الكنيسة، تم تأسيس رابطة حوله يُعتقد أنها تمولت بناء المذبح، بالإضافة إلى نشر عبادته، والحفاظ على صورته، وتنظيم الاحتفالات السنوية تكريمًا لهذا القديس شفيع الكنيسة الكاثوليكية، التي تُحتفل بها في 19 مارس من كل عام.

#### مذبح سان فرانسيسكو خافيير
المذبح الثاني الواقع في الجدار الجانبي للرواق الإنجيل الذي يواجه الشارع الملكي لسان فرانسيسكو أو الشارع 4، يُعتبر بلا شك القطعة الأكثر تميزًا في الكنيسة وفي جميع المنطقة التاريخية، حيث له خصوصية كونه مذبحًا مرسومًا بالكامل على الجدار باستخدام تقنية الطلاء، بحيث تكون الأجزاء الوحيدة الملموسة هي المذبح، والسوتابانكو، ورفين جانبيين.
يُعتبر هذا المذبح الذي يشكل لوحة عملاقة واحدة من أفضل أعمال فن الرسم في مدرسة بوبايان للفن الاستعماري، حيث يظهر بنية مشابهة لتلك الموجودة في مذابح سان خوسيه وسان بيدرو دي ألكانتارا. في الجزء العلوي من المذبح، توجد صورة للقلب المقدس للمسيح محاطًا بالغيوم والأشعة المتألقة، وعلى جانبيه يوجد راهبان راكعان في صلاة.
الصورة الرئيسية التي تُكرم في هذا المكان هي صورة سان فرانسيسكو خافيير أو زافيير، وهي عمل من مدرسة كيتو تم تنفيذه في القرن الثامن عشر. كان هذا القديس واحدًا من أهم التبجيلات بالنسبة للإسبان خلال الحقبة الاستعمارية، حيث يُعتبر شفيعًا لـ المهام التبشيرية، وهي نشاط كان مرتبطًا بشكل خاص بالفرنسيسكان، لا سيما من خلال عمله التبشيري بين الشعوب الأصلية في المستعمرات الإسبانية في أمريكا وكذلك في أقاصي الشرق، لا سيما في حاكمية الفلبين.

#### مذبح السيدة العذراء للمتروكين
المذبح الثالث، والذي يُعد قبل الأخير في الجدار الجانبي للرواق الإنجيل الذي يواجه الشارع الملكي لسان فرانسيسكو أو الشارع 4، هو قطعة رائعة من الفن مع تصميم مشابه للعديد من المذابح في الكنيسة.
في قسمه السفلي، يبرز المذبح من خلال بنائه المزخرف بشكل غني بتصاميم نباتية وزهور ذهبية. فوقه، يستقر تابوت صغير الحجم، محاطًا بقاعدتين من الأعمدة على كل جانب.
تتميز الأعمدة بجذع ناعم مزخرف بتفاصيل باروكية ترتفع حتى تصل إلى رأس كورنثي. الجزء العلوي من الهيكل يتم دعمه من خلال أقواس وطبقات متعددة من الأعمدة، متوجًا بعرض وتفاصيل زخرفية رائعة.
في داخل هذه الزخرفة توجد فتحة صغيرة حاليًا لا تحتوي على أي تمثال أو صورة.

#### مذبح سيدنا "سيد التتويج"
مذبح "سيدنا سيد التتويج" في كنيسة سان فرانسيسكو في بوبايان هو واحد من أبرز الأعمال في هذه الكنيسة، ويتميز بــ النحت المتقن و الزخرفة الفاخرة. إليك تفاصيل أكثر حول هذا المذبح:
مميزات المذبح
الطراز والبنية: يتبع المذبح الطراز الباروكي، حيث يحتوي على أعمدة سلمونية على الجانبين تدعم مظلة ذات أقواس مستديرة. هذه المظلة تتوج بـ نسر ذو رأسيين يحمل تاجًا، وهو رمز لأسرة آل هابسبورغ، مما يعزز الفخامة.
استخدام الذهب والطلاء: يبرز المذبح بشكل خاص بسبب تطبيق الذهب الخالص بعناية، مما يضفي عليه إشراقة لا مثيل لها، ويتميز عن باقي المذابح في الكنيسة. كما أن الطلاء الزخرفي الذي طٌبق بعناية يبرز التفاصيل ويعطي التباين الحيوي مقارنة بالمذابح الأبسط.
الصورة المركزية: "سيدنا سيد كورونا"
الطابع والأسلوب: الصورة المقدسة التي يتم تكريمها في هذا المذبح هي صورة سيدنا سيد كورونا. هذه التسمية مشابهة لـ "إكسي هو"، حيث تمثل يسوع وهو يرتدي إكليل الشوك قبيل صلبه. النحت يعود إلى الأصل الإسباني، ومن المحتمل أنه يعود إلى القرن الثامن عشر.
علاقته مع أسبوع الآلام: يشارك سيدنا سيد كورونا في مسيرة المسيح المقدس من فيراكروز خلال يوم الخميس المقدس. هذه الفعالية هي جزء مهم من احتفالات أسبوع الآلام في بوبايان، وهي مدينة مشهورة بمسيراتها، وتعتبر صورة سيدنا سيد كورونا واحدة من أكثر الصور تكريماً في هذا السياق.
الرمزية
اختيار هذا المذبح وصورة سيدنا سيد كورونا كمركز رئيسي له يحمل رمزية قوية لـ المعاناة والتضحية. كما أن استخدام النسر ذو الرأسين يشير إلى الملكية و السلطة، مما يرمز إلى معاناة المسيح كـ "الملك المتألم". كما أن هذا النوع من التصوير يبرز الأهمية التاريخية للعمل الفني وعلاقته بالهيمنة الإسبانية في الأراضي المستعمرة، خاصة خلال عصر أسرة آل هابسبورغ.
الاحتفالات
كجزء من مسيرة المسيح المقدس من فيراكروز، يتخذ سيدنا سيد كورونا دوراً مركزياً خلال أسبوع الآلام، حيث يتم نقله في العربة خلال المسيرات التي تجوب شوارع بوبايان. هذه المشاركة تؤكد على التفاني الشعبي العميق وعلى العلاقة الوثيقة بين الصور الدينية و التقاليد المحلية.
الخاتمة
يعتبر هذا المذبح من العناصر الأكثر تميزًا في كنيسة سان فرانسيسكو، سواء من ناحية الفن أو من ناحية معناه الديني. إنه يعكس غنى التاريخ والفن في بوبايان، وكذلك أهمية الدين في الحياة اليومية للمجتمع. بلا شك، هو أحد الأعمال الأكثر تمثيلاً لتقاليد العصر الاستعماري في المدينة.

## المنبر (Púlpito)
المنبر في كنيسة سان فرانسيسكو يُعتبر من أبرز العناصر الزخرفية في الكنيسة. نٌحت من الخشب في القرن الثامن عشر، وهو مثال رائع لفن الباروك البياني. في بداية السلم المؤدي إلى المنبر، توجد تمثال لامرأة تحمل في يديها ثمرة أناناس، وعلى رأسها سلة من الفواكه.
في الحاجز المحيط بالمنبر، هناك نقوش معقدة تضم طيورًا ملونة، أزهارًا، كرومًا، وفاكهة. هذه المرأة، التي تُسمى "إندياتيد"، تُعد مثالًا واضحًا على ما يُعرف بالـ "الامتزاج الثقافي" (mestizaje) في الفنون، حيث يظهر التأثير الهندي في الألوان والعناصر المزخرفة التي تم دمجها مع الأوامر الباروكية الأوروبية. وتُظهر الزخرفة نفسها على أوجه المنبر، والتي تحتوي على نقوش صغيرة لتماثيل قديسين من رهبنة الفرنسيسكان.
كما يُحتوى المنبر على رؤوس ملائكة في التاج، وتُتوج القطعة بتمثال لإحدى الشخصيات الدينية الرفيعة.
يُعتبر هذا المنبر أفضل منبر في كولومبيا، ولا ينافسه في المنطقة سوى المنابر الموجودة في مدينة كيتو. بالإضافة إلى ذلك، يُعتبر أحد أهم الأعمال الباروكية في العمارة الاستعمارية الإسبانية المتأخرة، التي تُظهر بوضوح الانتقال نحو النمط الكلاسيكي الجديد (نيوكلاسيكي).
من الداخل
يُعد المعبد من أغنى المعابد في المدينة، ويبرز فيه جميع الفنون: العمارة، الرسم، التماثيل، والأثاث. يتكون الداخل من صحن مركزي كبير مع صحنين جانبيين، مع وجود مذابح متصلة من خلال أقواس منحوتة من الحجر. أما الكامارين (الغرف المخصصة للعبادة) المصنوعة من الخشب، فهي من أكثر الأعمال الأصلية في المدينة، وقد صممها المعماري الإسباني فراي أنطونيو دي سان بيدرو. تشكل هذه الغرف سلسلة من الهياكل المستقلة تقريبًا.
الواجهة الرئيسية، التي تعتبر من طراز الباروك من قبل المتخصصين، تعد واحدة من أروع الواجهات التي خلفتها العمارة في نيو غراندادا خلال القرن 18، ويُنسب تصميمها إلى نفس المهندس المعماري أنطونيو غارسيا.
تُعتبر الجرس في الكنيسة واحدة من أكبر أجراس أمريكا، وتسمى "جرس سان أنطونيو" تكريمًا للقديس الفرنسيسكاني الذي كان محبوبًا من قبل بيدرو أغوستين دي فالنسيا، أحد أكبر المتبرعين للمدينة. تم صب الجرس في الذهب والبرونز في دار سك النقود في بوبايان تحت إشراف أنطونيو غارسيا. وعلى الرغم من أن صب الجرس تم في عام 1790، إلا أنه لم يتم رفعه إلى قمة برج الجرس إلا في عام 1903.
في الصحن الأيمن للكنيسة، توجد صورة لسيدنا يسوع المسيح وهو مُصلب، ويُسمى القديس المسيح من الفيراكروز، وهو تمثال من صنع النحات خوان مارتينيث مونتانيس من جيني في بداية القرن 17. ويقال أنه في داخل صليب هذا التمثال يوجد شظية صغيرة من الصليب الأصلي للمسيح، والتي ؛حٌصل عليها من قبل سيباستيان دي بيلاكازار في إسبانيا. بجانب هذه الصورة، توجد صورتان أخريان؛ صورة العذراء الحزينة (من القرن 18) وصورة القديس يوحنا الإنجيلي (من القرن 18)، وكلاهما من أصل إسباني.
الكنيسة والواجهة الخارجية
تتميز هذه الكنيسة بحافظتها الكبرى المصنوعة من الذهب، والتي تُزين في الجزء العلوي بـ ألماس، زمرد، ياقوت و لؤلؤ، مما يجعلها أحد أبرز الكنوز الدينية في المنطقة.

##### الواجهة الخارجية
كانت الكنيسة في الأصل تابعة لِـ رهبانية الفرنسيسكان، إلى جانب الدير المجاور الذي أصبح اليوم جزءًا من سلسلة فنادق دان كارلتون.
تعتبر الواجهة من طراز الباروك، وتم تصميمها من قبل المهندسين أنطونيو و ميغيل أغويلون في القرن 18. في وسط الواجهة، يظهر رمز الرهبانية الفرنسيسكانية، وتحتوي على تماثيل منحوتة من الحجر لـ العذراء مريم (في عقيدتها الحبل بلا دنس)، القديس فرنسيس الأسيزي، و القديس دومينغو.
بالجانب من الكنيسة، يمكن العثور على المكتب الرعوي، مدرسة ورشة بوبايان، ومقر وكالة التعاون الإسباني الدولي (AECI).
أما في الساحة أمام الكنيسة، فتوجد تمثال لِـ كاميلو توريس، وهو تمثال من عمل النحات راؤول فيرليه.

#### أسبوع اللآلام
من هذه الكنيسة تنطلق مسيرة المسيح المقدس في الصليب التي تُقام في يوم الخميس المقدس خلال أسبوع الآلام في بوبايان، وهي تقليد تم تسجيله في قائمة التراث الثقافي اللامادي للإنسانية التابعة لِـ اليونسكو.
تتضمن هذه المسيرة 16 مشهدًا تحمل تماثيل ذات أصول إسبانية، إيطالية و قِيتنَية تعود إلى فترات القرن السادس عشر حتى القرن العشرين. في هذه الليلة، تُحمل الزهور الحمراء التي تمثل الحب اللامتناهي الذي أظهره المسيح عند تأسيس القربان المقدس.

##### ترتيب موكب "Procesión del Santo Cristo de la Veracruz" في بوبايان:
1. آنيماسولا (شخصية مجهولة ترتدي زيًّا حمالًا ووجهها مغطى بالكابيروت، تحمل بوقًا).
2. الصليب الطقسي.
3. فرقة موسيقية من الشرطة الوطنية الكولومبية - الوحدة الحضرية لبوبايان.
4. القديس يوحنا الإنجيلي (صورة إسبانية من القرن الثامن عشر).
5. مريم المجدلية (صورة إسبانية من القرن الثامن عشر).
6. فيرونيكا (صورة إسبانية من القرن الثامن عشر).
7. الرب في بستان الزيتون (دائرة نحتية من يد بيدرو رولدان، مدرسة النحت في إشبيلية، القرن السابع عشر؛ أنخيل إيجوديل، إسباني، القرن الثامن عشر).
8. قبلة يهوذا (صورة كويتية من القرن الثامن عشر، صورة القديس بطرس، يهوذا، والجلادين، صور إكوادورية من عام 1956).
9. أورفيون أوبريرو - كورال بابون.
10. القبض على المسيح (دائرة نحتية من يد بيدرو رولدان، مدرسة النحت في إشبيلية، القرن السابع عشر؛ جلادين من أصل إسباني، القرن الثامن عشر).
11. الحكم (المسيح أمام حنا، صور إسبانية من القرن الثامن عشر).
12. جلد المسيح (صورة المسيح الإيطالية من بيزا، القرن الثامن عشر؛ جلادين، صور إسبانية من القرن الثامن عشر).
13. التتويج (صور إسبانية من القرن الثامن عشر).
14. أوركسترا كاميرا لجمعية "جنتا بيرمانينتي برو سيمانا سانتا".
15. القديس "إكسي هو مو" (نسخة صنعت في بوبايان على يد الإسباني خوسيه لامييل، القرن العشرين).
16. الصليب الثقيل (صور إسبانية من القرن الثامن عشر).
17. الرب "سيد العفو" (صورة إسبانية من القرن الثامن عشر، هالة المسيح صنعت في عام 1809 باستخدام 49 زمردة؛ الكرة مصنوعة من فضة من عيار 900 مع شعار بوبايان بالذهب وصليبي القدس مصنوعين من الياقوت).
18. فرقة موسيقية من القوات الجوية الكولومبية.
19. الصلب (صور إسبانية من القرن الثامن عشر).
20. جبل الجلجلة (المسيح ويوحنا، تماثيل من بوبايان، القرن الواحد والعشرون، راؤول بيروجاتشي؛ صورة مريم الحزينة من كويت، القرن الثامن عشر).
21. الرب "الوفاة" (صورة إسبانية صنعها خوسيه لامييل، القرن العشرين، نسخة من "كاشورو" التابعة لأخوية إل كاشورو في إشبيلية).
22. راية "جنتا بيرمانينتي برو سيمانا سانتا"، يحملها قائد الفرقة الثالثة للجيش الوطني الكولومبي وفريق الضباط وغيرهم.
23. المسيح "الصلب المقدس" (صورة إسبانية تعود إلى خوان مارتينيز مونتانيس، إشبيلية، عام 1600، القرن السابع عشر).
24. الكاهن الراعي لكنيسة سان فرانسيسكو.
25. مريم الحزينة (صورة إسبانية من القرن الثامن عشر).
26. فرقة موسيقية وكتيبة الفوج "خوسيه هيلاريو لوبيز" من الجيش الوطني الكولومبي.

يعد هذا الموكب واحدًا من أهم الأحداث الدينية خلال أسبوع الآلام في بوبايان، ويعتبر أحد التقاليد التي تمت إضافتها إلى قائمة التراث الثقافي اللامادي للإنسانية من قبل اليونسكو. يتميز الموكب بالصور التاريخية والفنية التي تنحدر من تقاليد إسبانية، إيطالية وكويتية، ما يعكس التنوع الثقافي والديني في المدينة.
أعمال الفن في كنيسة سان فرانسيسكو في بوبايان
تعتبر كنيسة سان فرانسيسكو في بوبايان موطنًا لأكبر مجموعة من الأعمال الفنية بين جميع الكنائس في المدينة. بالإضافة إلى الأطر الباروكية الموجودة في المذابح الجانبية، توجد في الكنيسة تماثيل من مدارس فنية إيطالية، إسبانية وكويتية. ومن بين هذه التماثيل:
- سان بيدرو ألكنتارا من عمل الفنان بيدرو دي مينا.
- الرب من العامود (تم جلبه من إيطاليا).
- سان أنطونيو بادوا من المدرسة الإسبانية.
- سان فرانسيسكو أسيس المنسوبة إلى مدرسة كاسبيكارا.
- سان خوسيه، سان فرانسيسكو خافيير والعذراء من النعم، المنتمية أيضًا إلى المدرسة الكويتية.

بعد الزلزال الذي ضرب المدينة في عام 1983، تم نقل معظم اللوحات والقطع الزخرفية الأخرى إلى متحف الفن الديني الأبرشي من أجل الحفاظ عليها. ومن بين هذه الأعمال، هناك صورة العذراء الطاهرة، تمثال خشبي منحوت بتفاصيل دقيقة تظهر ملامح وفروق المدرسة الكويتية. وتعتبر هذه التمثال من أعظم الأعمال الفنية في الباروك الإسباني في أمريكا اللاتينية، ويُعزى إلى الفنان برناردو دي ليغاردا. إنها أيضًا أكبر عمل نحت قام به هذا الفنان.
تحتوي الكنيسة أيضًا على نسخة من القرن العشرين من هذه التمثال. بالإضافة إلى ذلك، في الممرات التي تعلو الأجنحة الجانبية للكنيسة، يمكن رؤية جثث محنطة لرجال الدين الذين عاشوا في الدير والكنيسة.